# Newcastle upon Tyne
Newcastle upon Tyne (/njuːˈkæsəl/ⓘ), conocida comúnmente como Newcastle, es una ciudad y distrito metropolitano del condado de Tyne y Wear, en la región Nordeste de Inglaterra (Reino Unido), situada a orillas del río Tyne. La ciudad es la vigésima más poblada de Inglaterra, la aglomeración de Tyneside, de la que forma parte Newcastle, es la sexta aglomeración urbana más poblada del Reino Unido. Newcastle es miembro del Grupo de principales ciudades inglesas y con Gateshead forma parte de la red Eurocities de las ciudades europeas. La gente del área de Newcastle se conoce como Geordi y el dialecto único local también es Geordie.

## Historia

### Período romano
Los orígenes de Newcastle se remontan a un promontorio de la orilla izquierda del Tyne donde fue levantado el fuerte (Pons Aelius) que vigilaba un puente que salvaba el río. El fuerte, que formaba parte del muro de Adriano, tomó el nombre (nomen) familiar del propio emperador. La población de Pons Aelius para esta época se estima en unos 2000 habitantes. El muro de Adriano todavía es visible en varias zonas de Newcastle; en particular, a lo largo de la West Road.

### Edad Media

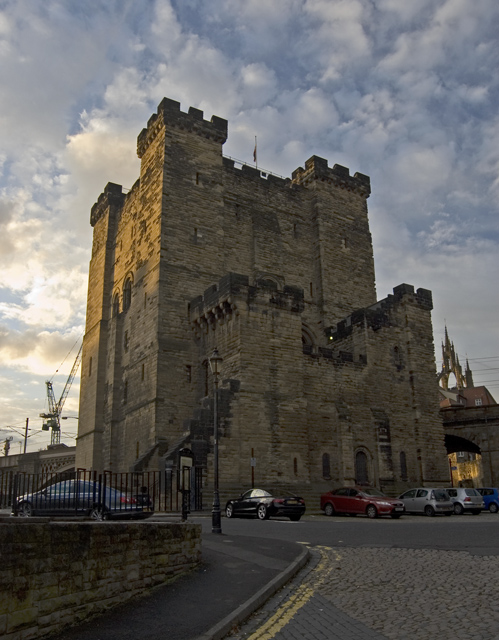
El castillo.

El Castillo Nuevo (New Castle en inglés), que dio nombre a la ciudad, fue construido por los normandos en 1080 sobre el solar del fuerte romano. Aún se puede ver su torre del homenaje y la puerta principal.
A lo largo de la Edad Media, Newcastle fue la fortaleza más septentrional de Inglaterra. En el siglo XIII, ante los constantes ataques escoceses, la ciudad se rodeó de una muralla de piedra de más de 7 m de altura. Derribada a lo largo del siglo XIX, de ella hoy sólo quedan algunos vestigios.
En 1174, el rey de Escocia Guillermo I fue encarcelado en Newcastle. Durante el siglo XIV, la ciudad logró defenderse con éxito en tres ocasiones de los ataques escoceses. En 1400, Enrique IV creó el condado incorporado (county corporate) de Newcastle.

### Siglos XVI al XIX
En 1530, un grupo de empresarios de Newcastle obtuvo el control (monopolio) de todas las exportaciones de carbón de la zona. Esto permitió que la ciudad se expandiera económicamente. El dicho idiomático 'taking coals to Newcastle' se origina en el monopolio.

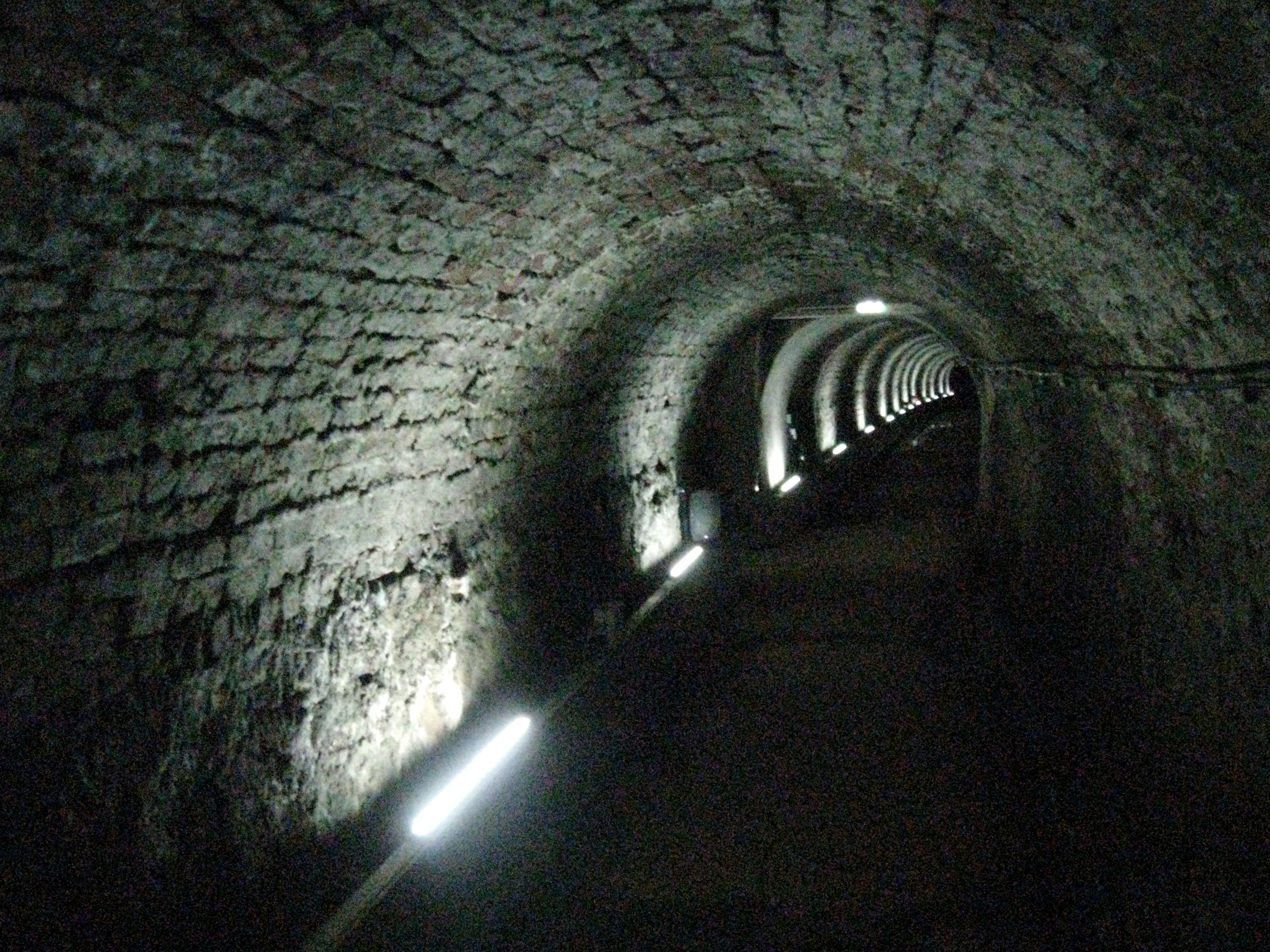
El túnel de carbón de Newcastle Victoria es ahora una atracción turística.

Durante la Guerra Civil Inglesa entre 1642 y 1651, el norte de Inglaterra (incluido Newcastle) apoyó al Rey.
El Gran Incendio de Newcastle mató a 52 personas el 6 de octubre de 1854.
El pueblo se convirtió en ciudad en 1882.

## Geografía y demografía
Newcastle está situada en el noreste de Inglaterra, en el distrito metropolitano de Tyne y Wear. La ciudad se halla en la orilla norte del río Tyne a una latitud de 54.974 ° N y una longitud de 1.614 ° W. Esta al lado de Gateshead. La gente local se llama y habla Geordie.
Newcastle es la ciudad más poblada de la Tyne y Wear, seguida de Sunderland. Históricamente formaba parte de la región de Northumberland, y en la antigüedad estaba en el Reino de Northumbria.

## Economía
Newcastle jugó un papel importante durante la Revolución Industrial del siglo XIX, y fue un importante centro para la minería del carbón y la fabricación. La industria pesada en Newcastle descendió en la segunda mitad del siglo XX. La ciudad es
reconocida por La vida nocturna y compromiso con las cuestiones ambientales, con un programa previsto para que Newcastle se convierta en "la primera ciudad neutral de carbón".
En la actualidad cuenta con la sede de Virgin Money, Greggs, y Oxfam Reino Unido desde la que se lleva a cabo la contabilidad de todas las tiendas Oxfam de la isla de Gran Bretaña.
El suelo debajo de la ciudad está formado por estratos del Carbonífero. 
En castellano antiguo era conocida como Nucastel.[cita requerida]

## Cultura y arquitectura

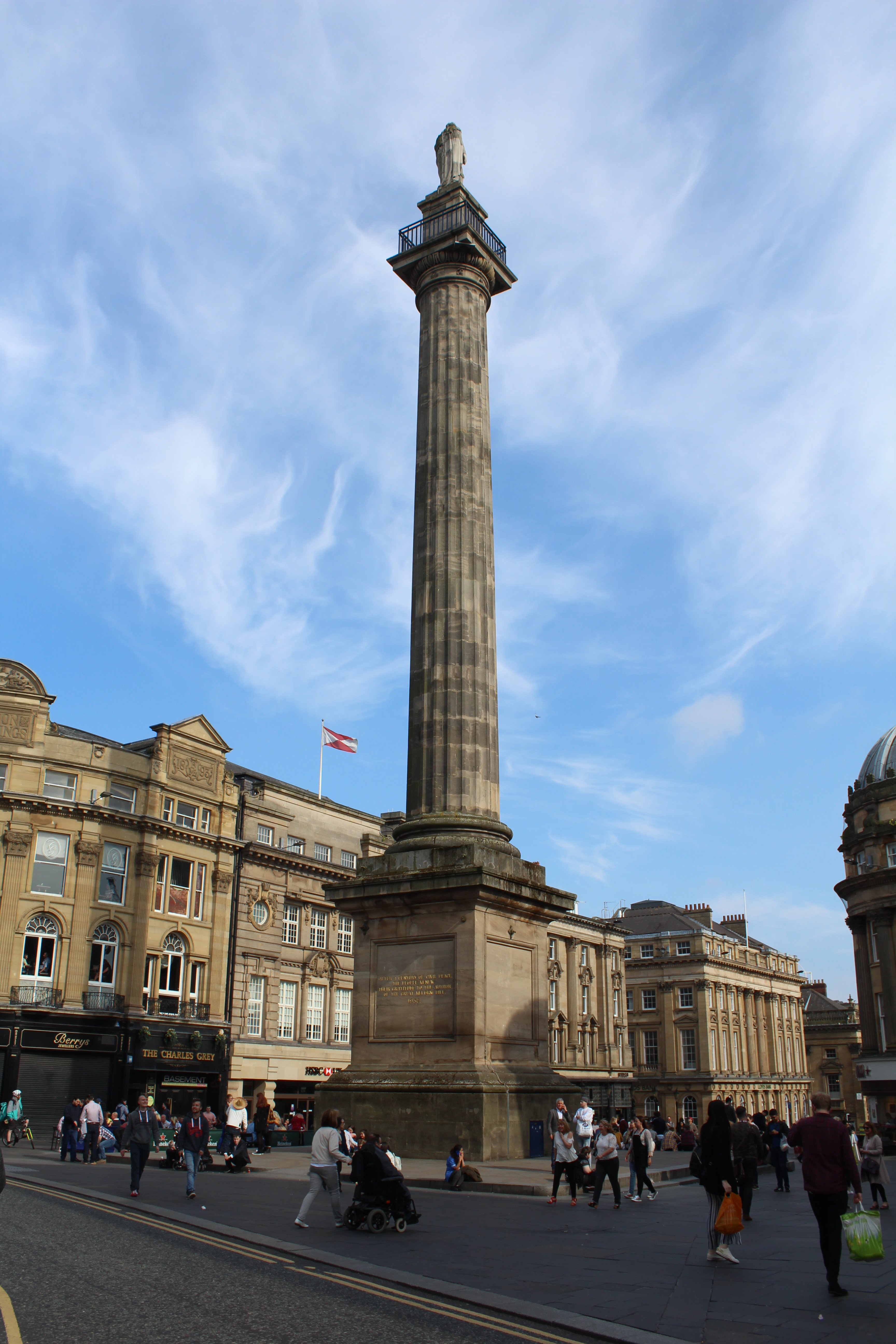
Monumento al primer ministro Gray que vino del área de Newcastle.

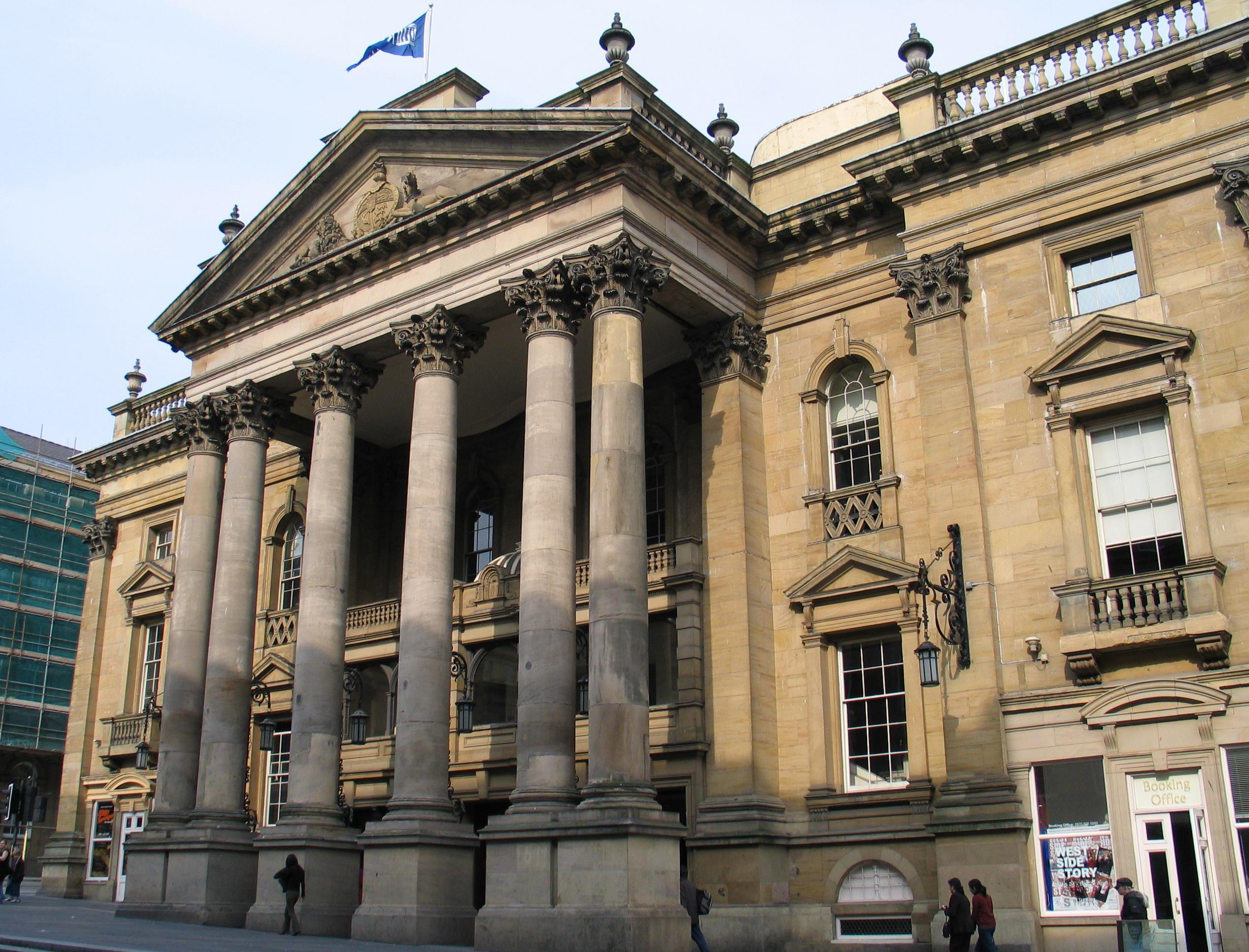
Theatre Royal.

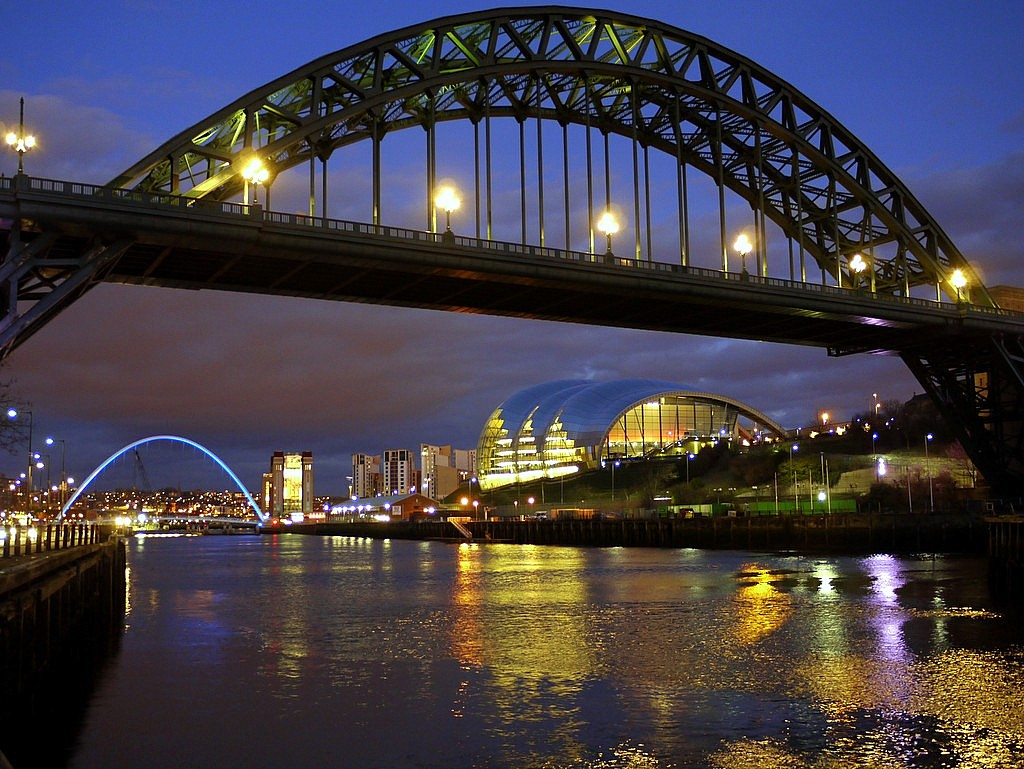
Tyne Bridge.

Los colores de la ciudad son el negro y el blanco. Es el centro del dialecto Geordie, una forma de pronunciar y hablar peculiar a esta zona y diferente del resto de Inglaterra. 
El teatro principal de la ciudad es el Theatre Royal (Teatro Real), que data de 1837. 
La ciudad tiene una catedral, la de St. Nicholas, en la cual se conservaba una gran pintura que se atribuía a Tintoretto: El Lavatorio. Actualmente se cree que es una réplica o copia del original del Museo del Prado de Madrid. 
En fecha reciente el cuadro fue trasladado de la catedral a un museo de Gateshead (Shipley Art Gallery).
El Tyne Bridge y Millenium Bridge son dos de los muchos puentes que cruzan el Tyne hasta Gateshead.
La música tradicional tiene un papel importante en la historia cultural de la ciudad y son muchas las canciones y melodías que tienen su origen aquí. La primera carrera académica en Estudios de Música Tradicional en Inglaterra empezó en Newcastle University en 2001. El curso tiene lugar en colaboración con Folkworks, la organización educativa para la música, la danza y el canto tradicional, con sede en el centro musical The Sage Gateshead. 
La ciudad tiene una gran biblioteca privada llamada Sociedad Literaria y Filosófica.

### Deportes
Newcastle tiene una gran tradición en deportes, particularmente en fútbol. Newcastle United es el principal club de fútbol de la ciudad con base en el estadio St. James Park desde que se estableció en 1892. Participa en la primera división del fútbol de Inglaterra, la Premier League. 

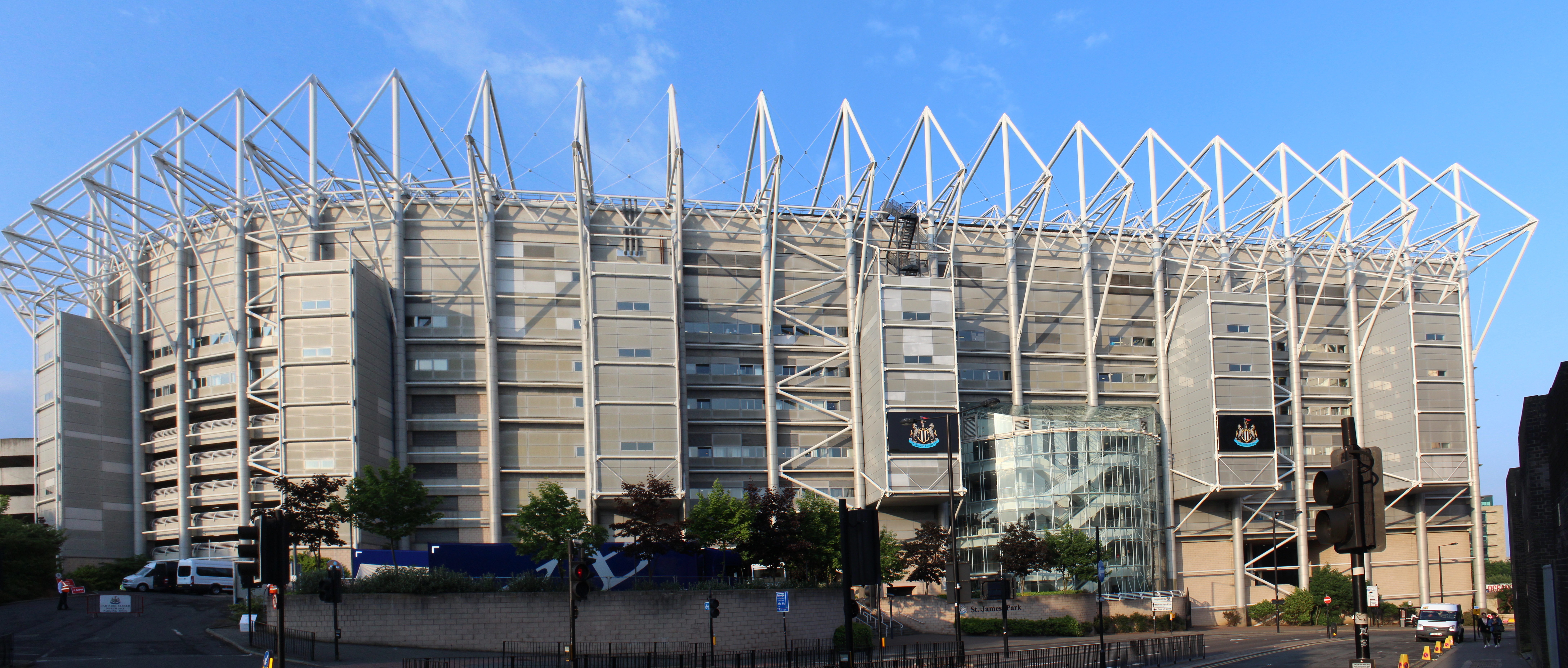
St James' Park.

Los halcones de Newcastle (Newcastle Falcons) son el principal equipo de rugby de la región noreste de Inglaterra.

## Educación

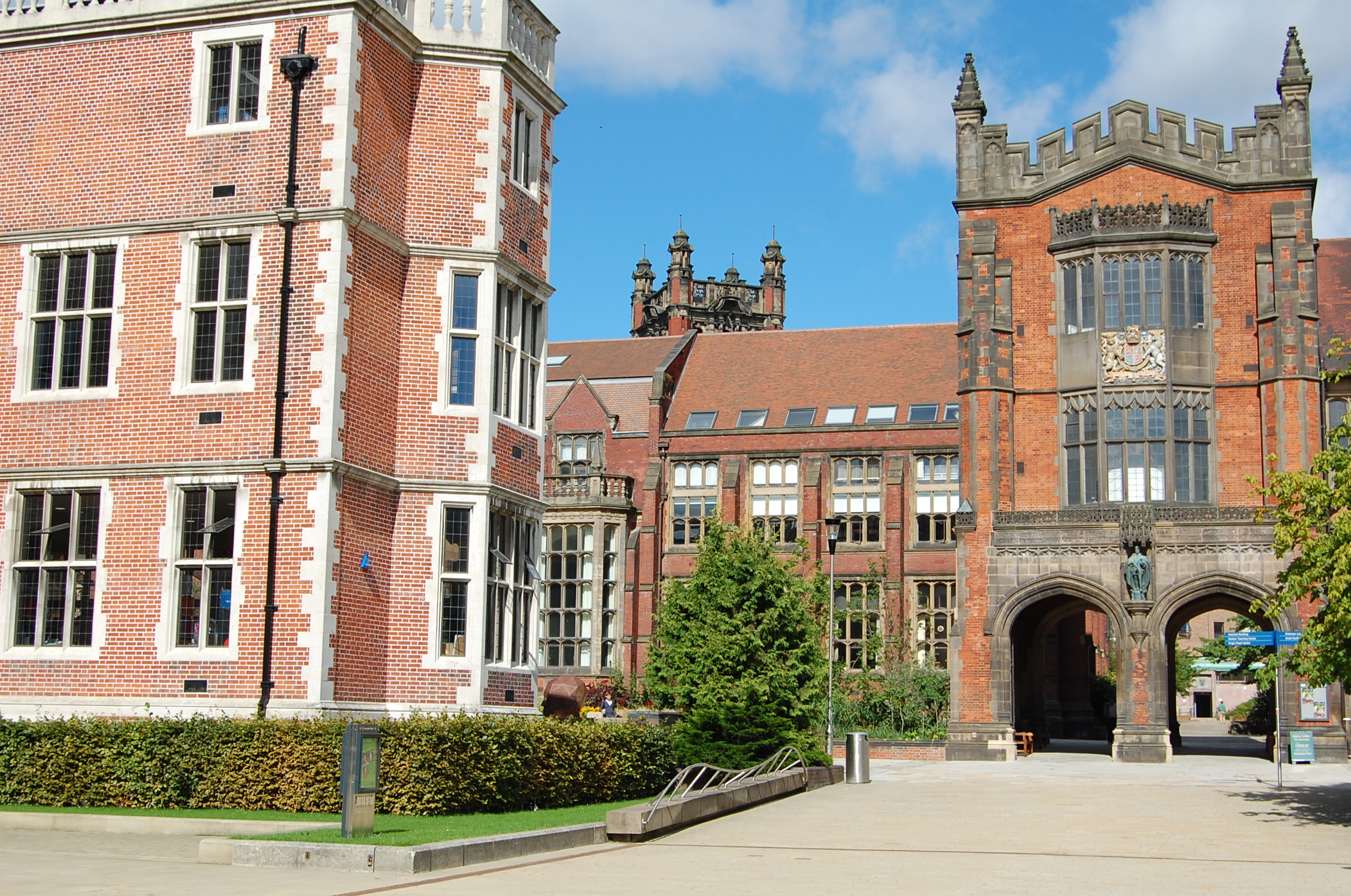
Universidad de Newcastle.

Se ubican en Newcastle la Universidad de Newcastle y la de Universidad de Northumbria.

## Infraestructuras

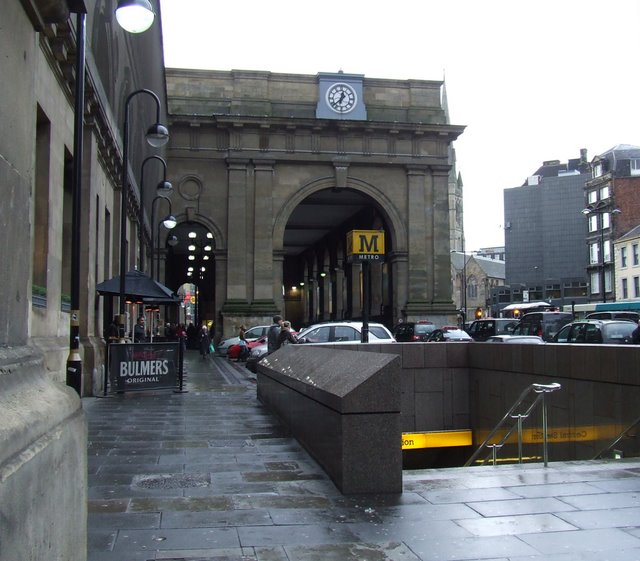
Newcastle Central estación de ferrocarril y ferrocarril metropolitano.

La ciudad cuenta con Tyne y Wear Metro (o ferrocarril metropolitano).
La ciudad tiene una estación de ferrocarril, Newcastle Central Station, que forma parte de la red nacional de ferrocarriles. Existen local trenes directos entre Newcastle y Durham y Sunderland. Los destinations directos de larga distancia de Newcastle incluyen Londres (King's Cross), Edimburgo (Waverley), Mánchester (Piccadilly), York y Plymouth entre otras ciudades.
El aeropuerto de la ciudad es el Aeropuerto Internacional de Newcastle.

## Clima
Hay precipitaciones durante todo el año en Newcastle. Hasta el mes más seco aún tiene mucha lluvia. El clima se considera Cfb de acuerdo al sistema de clasificación Köppen-Geiger. 
La temperatura media anual se encuentra a 8.5 °C. La precipitación es de 655 mm al año.
El mes más seco es febrero, con 44 mm. 71 mm, mientras que la caída media en agosto. El mes en el que tiene las mayores precipitaciones del año.
El mes más caluroso del año con un promedio de 14.5 °C es julio.
El mes más frío del año es de 3.0 °C en el medio de enero. La diferencia en la precipitación entre el mes más seco y el mes más lluvioso es de 27 mm. Las temperaturas medias varían durante el año en un 11.5 °C.
| Parámetros climáticos promedio de Newcastle upon Tyne, Inglaterra 47msnm, 1961-1990, | Parámetros climáticos promedio de Newcastle upon Tyne, Inglaterra 47msnm, 1961-1990, | Parámetros climáticos promedio de Newcastle upon Tyne, Inglaterra 47msnm, 1961-1990, | Parámetros climáticos promedio de Newcastle upon Tyne, Inglaterra 47msnm, 1961-1990, | Parámetros climáticos promedio de Newcastle upon Tyne, Inglaterra 47msnm, 1961-1990, | Parámetros climáticos promedio de Newcastle upon Tyne, Inglaterra 47msnm, 1961-1990, | Parámetros climáticos promedio de Newcastle upon Tyne, Inglaterra 47msnm, 1961-1990, | Parámetros climáticos promedio de Newcastle upon Tyne, Inglaterra 47msnm, 1961-1990, | Parámetros climáticos promedio de Newcastle upon Tyne, Inglaterra 47msnm, 1961-1990, | Parámetros climáticos promedio de Newcastle upon Tyne, Inglaterra 47msnm, 1961-1990, | Parámetros climáticos promedio de Newcastle upon Tyne, Inglaterra 47msnm, 1961-1990, | Parámetros climáticos promedio de Newcastle upon Tyne, Inglaterra 47msnm, 1961-1990, | Parámetros climáticos promedio de Newcastle upon Tyne, Inglaterra 47msnm, 1961-1990, | Parámetros climáticos promedio de Newcastle upon Tyne, Inglaterra 47msnm, 1961-1990, |
| Mes                                                                                  | Ene.                                                                                 | Feb.                                                                                 | Mar.                                                                                 | Abr.                                                                                 | May.                                                                                 | Jun.                                                                                 | Jul.                                                                                 | Ago.                                                                                 | Sep.                                                                                 | Oct.                                                                                 | Nov.                                                                                 | Dic.                                                                                 | Anual                                                                                |
| ------------------------------------------------------------------------------------ | ------------------------------------------------------------------------------------ | ------------------------------------------------------------------------------------ | ------------------------------------------------------------------------------------ | ------------------------------------------------------------------------------------ | ------------------------------------------------------------------------------------ | ------------------------------------------------------------------------------------ | ------------------------------------------------------------------------------------ | ------------------------------------------------------------------------------------ | ------------------------------------------------------------------------------------ | ------------------------------------------------------------------------------------ | ------------------------------------------------------------------------------------ | ------------------------------------------------------------------------------------ | ------------------------------------------------------------------------------------ |
| Temp. máx. media (°C)                                                                | 6.4                                                                                  | 6.4                                                                                  | 8.6                                                                                  | 10.7                                                                                 | 13.9                                                                                 | 17.1                                                                                 | 18.8                                                                                 | 18.7                                                                                 | 16.6                                                                                 | 13.4                                                                                 | 9.0                                                                                  | 7.2                                                                                  | 12.2                                                                                 |
| Temp. mín. media (°C)                                                                | 1.6                                                                                  | 1.5                                                                                  | 2.6                                                                                  | 4.3                                                                                  | 7.0                                                                                  | 10.0                                                                                 | 11.8                                                                                 | 11.7                                                                                 | 10.0                                                                                 | 7.5                                                                                  | 4.0                                                                                  | 2.4                                                                                  | 6.2                                                                                  |
| Precipitación total (mm)                                                             | 63                                                                                   | 42                                                                                   | 52                                                                                   | 47                                                                                   | 53                                                                                   | 52                                                                                   | 56                                                                                   | 71                                                                                   | 59                                                                                   | 54                                                                                   | 65                                                                                   | 56                                                                                   | 670                                                                                  |
| Fuente: World Meteorological Organisation                                            |                                                                                      |                                                                                      |                                                                                      |                                                                                      |                                                                                      |                                                                                      |                                                                                      |                                                                                      |                                                                                      |                                                                                      |                                                                                      |                                                                                      |                                                                                      |

## Ciudades hermanadas
- Bergen (Noruega)
- Gelsenkirchen (Alemania)
- Groninga (Países Bajos)
- Haifa (Israel)
- Malmö (Suecia)
- Nancy (Francia)
- Newcastle (Australia)
- Atlanta (Estados Unidos)
- Taiyuan (República Popular China)